# European Open 2021
European Open 2021 — тенісний турнір, що проходив на кортах з твердим покриттям у місті Антверпен, Бельгія з 18 до 24 жовтня. Належав до категорії ATP 250.

## Фінальна частина

### Одиночний розряд
Яннік Сіннер —  Дієго Шварцман 6–2, 6–2

### Парний розряд
Ніколя Маю /  Фабріс Мартен —  Веслі Колгоф /  Жан-Жульєн Роєр 6–0, 6–1